# Svatonosský maják
Svatonosský maják (rusky: Святоносский маяк) stojí na pobřeží poloostrova Kola v severním výběžku mysu Svatý nos v Barentsově moři v Murmanské oblasti v Rusku.

## Historie
V roce 1828 stála na mysu neosvětlená věž. V roce 1835 ministerstvo námořnictva rozhodlo o výstavbě sítě majáků pro vyšší bezpečnost námořní dopravy v Barentsově a Bílém moři. Na mysu Svatý nos bylo plánováno postavit litinový nebo železný maják, ale pro nedostatek financí bylo rozhodnuto postavit maják dřevěný. V blízkosti majáku byl postaven dům pro správce majáku, kasárna a koupelna. Později byla dovezena věž a osvětlovací systém.
Prvním majákem byla žlutá osmiboká pyramidová věž s kovovou lucernou, ve které bylo osmnáct lamp a osmnáct reflektorů. Výška věže byla 17,4 m a světelný zdroj byl ve výšce 89,4 m n. m. Maják byl postaven v srpnu 1863 a byl v činnosti od 1. srpna do 30. října v daném roce. Prvotní obsluhu tvořila jednotka sedmi osob, která bydlela přímo u majáku. Po úmrtí několika členů posádky na kurděje, v období zimy bydleli ve Varguze. V roce 1864 byl maják posvěcen. Od roku 1866 maják byl v civilní správě. V roce 1890 byla na maják instalována Fresnelova čočka a věž byla přestavěna.
V roce 1871 bylo na ostrov dovezeno třiliberní signální dělo, které jako první v Rusku sloužilo jako zvukové signalizační zařízení. V roce 1872 bylo instalováno jako první v Rusku pneumatické akustické signalizační zařízení (nautofon) s ručním kompresorem. V mlze byl zvuk nautofonu slyšet do vzdálenosti 3–4 námořních mil. Nový nautofon byl instalován v roce 1890.
V roce 1910 byl na maják zaveden telefon. Koncem třicátých let 20. století bylo zavedeno elektrické osvětlení.

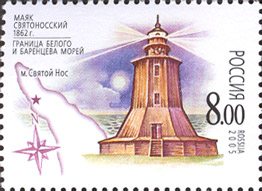
Maják na poštovní známce

V roce 2005 byl maják zobrazen na poštovní známce Ruska.

## Popis
Dřevěná věž z osmibokého základu přechází do osmibokého prolomeného komolého jehlanu a je vysoká 22 m. Věž je ukončena ochozem a lucernou. Světelný zdroj v lucerně je ve výšce 94 m n. m.
Na majáku je instalováno automatické světlo-optické zařízení ASA-500, s dosahem 22 námořních mil, obsluhu tvoří sedm osob. Je zde nainstalováno šest slunečních panelů, deset akumulátorů a světlo-optické zařízení, které svítí záblesky bílého světla s dosvitem 8 nm.
Od roku 2002 je maják zapsán do Seznamu kulturních památek Murmanské oblasti (Список вновь выявленных объектов на территории Мурманской области, представляющих историческую, научную или иную художественную ценность) pod číslem Jfe 7/316.

## Strážci majáku
Car Alexandr II. vydal v roce 1875 dekret, který ustanovil pravidla pro strážce majáků v Bílém moři. Život byl zde velmi drsný, proto strážce musel mít pevné zdraví, dobrou morálku, být způsobilý a disciplinovaný. Mezi nezbytné znalosti patřilo ovládání majáku, meteorologie, ale také základy hygieny a lékařství. 
Na začátku 20. století pracoval na Svatonosském majáku strážce Bagrencev, který postupem času přišel o zrak. Maják v tu dobu znal velmi dobře, protože zde sloužil spoustu let, navíc při náročnějších pracích mu pomáhala jeho žena. Po návštěvě úřadů, které s překvapením shledaly maják v perfektním stavu, mu pro jistotu byl přidělen pomocník. V roce 1913 k majáku dorazila loď kontradmirála Buchtějeva, který chtěl ověřit, jestli strážce stále zvládá obsluhu majáku. S prohlídkou byl spokojen a Bagrencev ve svém úřadu mohl zůstat až do doby, kdy předal místo strážce svému synovi.
Poslední strážce majáku Michail Ivanovič Gorbunov byl strážcem po dobu 36 let až do automatizování majáku v roce 2002.

## Technické údaje
- výška věže: 22 m,
- světelný zdroj: 94 m n. m.[5]
- charakteristika: Fl (2) W 15s (dva záblesky bílého světla každých 15 s)
- výseč svitu: 27° – 358°
- dosvit: 40,76 km (22 nm)

označení:
- ARLHS: ERU-124
- RU 2103–1205
- Admiralty: L6534
- NGA: 15464.